# Herman Anker

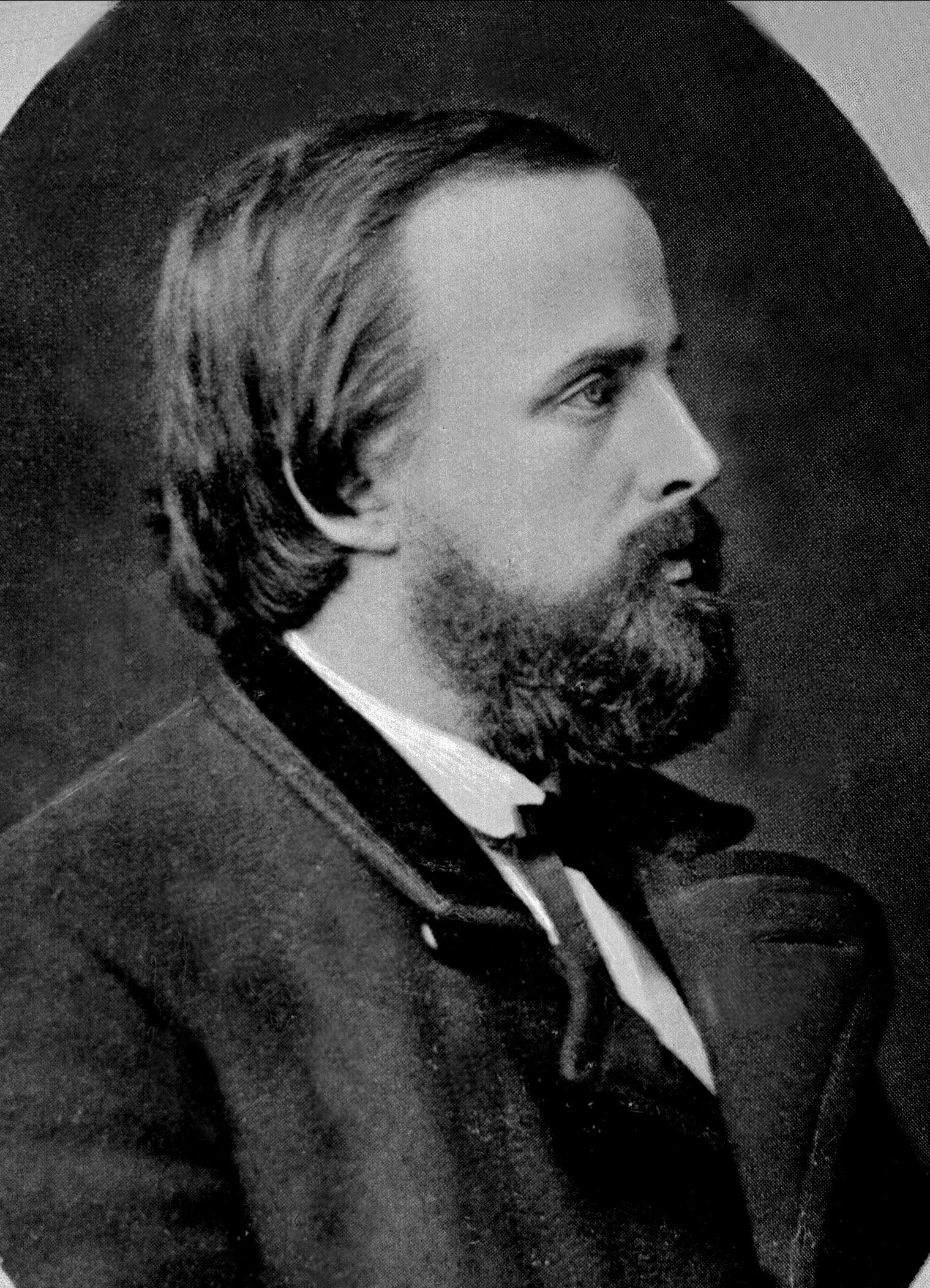
Herman Anker (1839–1896)

Herman Anker (* 15. Juli 1839 im Gutshof Rød in Berg, heute Halden; † 9. Februar 1896 im Gutshof Thorsø in Torsnes, Fredrikstad) war ein norwegischer Reformpädagoge. Er war Angehöriger einer der bedeutendsten Handels- und Grundbesitzerfamilien Norwegens und nutzte sein ererbtes Vermögen, um die erste Volkshochschule Norwegens zu gründen und zu leiten. Die 1864 gegründete Sagatun Folkehøyskole in der Nähe von Hamar wurde vom Geiste Grundtvigs und den Ideen von Ole Vig inspiriert und war ein bedeutender Meilenstein in der Demokratisierung der norwegischen Volksbildung. Die Schule bestand nur einige Jahre, war aber Vorbild für zahlreiche gleichartige Gründungen in ganz Norwegen. Nachdem Herman Anker auch mit einer Streichholzfabrik und in der Forstwirtschaft wenig erfolgreich war, verdiente er in seinen letzten Lebensjahren sein Einkommen im Staatsdienst als Postmeister. Viele seiner zahlreichen Nachkommen sind prominent, beispielsweise die Frauenrechtlerinnen Katti Anker Møller und Ella Anker, der Verfassungsjurist Frede Castberg und der Maler Johan Christian Castberg.

## Leben

### Eltern und Geschwister
Herman Anker ist ein Spross der bekannten norwegischen Familie Anker (ursprünglich Ancher) mit schwedischem Ursprung, die 1668 in Kristiania (Oslo) Fuß fasste. Er war das vierte Kind des Großhändlers, Gutsbesitzers und Parlamentsabgeordneten Peter Martin Anker (1801–1863) und dessen zweiter Frau Cathrine („Thrine“) Olava Nicoline Gløersen (1814–1902).
Herman und seine sieben Geschwister wuchsen auf dem Rød herregård auf, einem um 1720 errichteten Herrenhaus (heute Museum). Der älteste Bruder Nils Anker (* 1836) folgte dem Vater im Besitz des Gutshofes und des Parlamentssitzes nach. Schwester Diderikke Anette (* 1838) wurde als Dikka Møller zur Pionierin der Friedensbewegung der norwegischen Frauen. Bruder Christian August Anker (1840–1912) wurde ein bekannter Industrieller. Die weiteren Geschwister hießen Peter Christian Botvind (* 1837), Thrine (* 1841, als Kind verstorben), Karen Cathrine (* 1846) und Elise Sophie (* 1846).

### Jugend und Studium

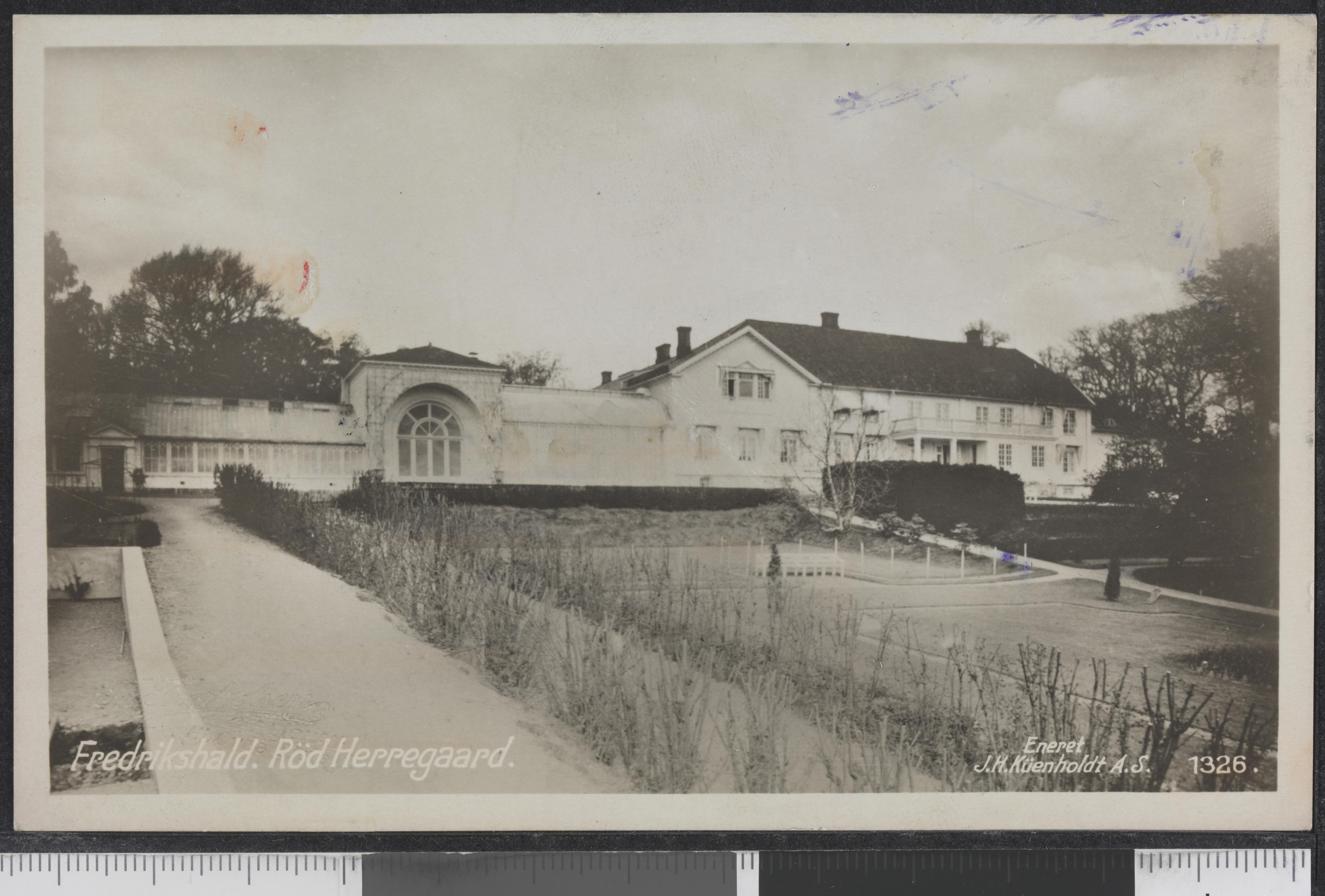
Rød herregård, Halden, 1920. Von links: Gewächshaus, Gartenstube, Wintergarten, Hauptgebäude. Hier wuchsen Herman Anker und seine Geschwister auf.

Herman Ankers Einstellungen wurden stark von seinem Elternhaus geprägt. Sein Vater, der als einer der reichsten Männer Norwegens galt, vertrat in den Diskussionen der 1850er Jahre über die rechtliche Ausgestaltung der Union zwischen Schweden und Norwegen den Standpunkt der nationalen Selbstbestimmung der Norweger. Sein Nachruf würdigte die „Aufopferung und Uneigennützigkeit“, mit der er seine Stellung dem Gemeinwohl dienstbar machte. „Jede patriotische Bemühung hatte in ihm einen warmen Fürsprecher und eine bereitwillige Unterstützung.“ (zitiert nach )
Noch deutlicher war Hermans Prägung durch die Mutter, die über Vermittlung des Pfarrers Wilhelm Andreas Wexels die theologischen und literarischen Ideen von N. F. S. Grundtvig kennen- und schätzengelernt hatte. Mutter und Sohn waren durch Grundtvigs geistliche Lieder beeindruckt und sich darin einig, dass Herman Priester werden sollte.
Herman Anker besuchte die Lateinschule in Fredrikshald und legte dort 1857 das Examen artium med laud (Abitur mit Auszeichnung) ab. Im Folgejahr begann er mit dem Theologiestudium an der Universität Christiania. Dort wurde er mit dem neun Jahre älteren Kommilitonen Olaus Arvesen aus Onsøy (heute zu Fredrikstad) bekannt, eine Begegnung, die „für die weitere Entwicklung und das Leben der beiden wegweisend sein sollte.“
1859 hielten sich die beiden Theologiestudenten in Kopenhagen auf und lernten dort Grundtvig persönlich kennen, was ihre Sympathien für die grundtvigianische Lebenslehre und besonders für seine reformpädagogischen Konzepte noch verstärkte. Bei diesem Besuch traf Herman auch zum ersten Mal seine spätere Partnerin Mix Bojsen. Ihr Vater war Pfarrer in Stege auf Møn und der Herausgeber von Budstikken, dem Organ des dänischen Grundtvig-Kreises; ihre Mutter stammte aus Norwegen.
Im Juni 1863 legte Herman Anker das Embetseksamen med Haud ab und beendete als cand. theol. sein Studium. Diese Abschlussprüfung war Voraussetzung für eine Anstellung im öffentlichen Dienst, als Beamter, Lehrer oder Pfarrer. Haud (illaudabilis) (nicht unwürdig) war eine durchschnittliche Benotung.

### Ehe und Kinder

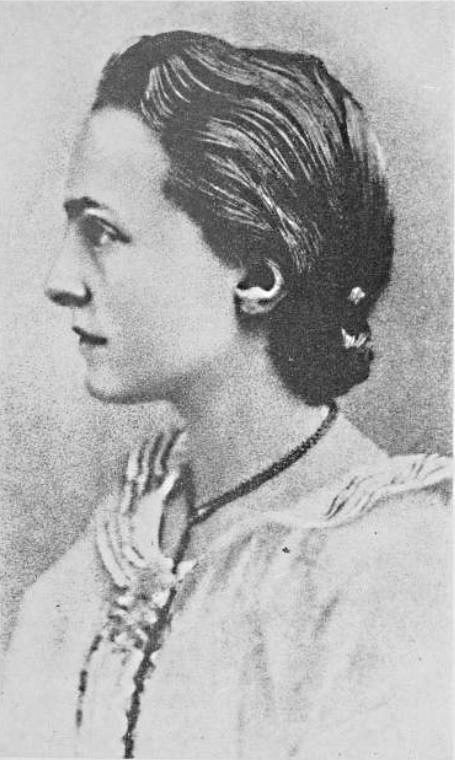
Mix Anker, circa 1865

Am 15. September 1863 heiratete Herman Anker in Stege die Marie Elisabeth (genannt „Mix“) Bojsen (* 13. Dezember 1843 in Vester Flakkebjerg, Sorø; † 12. Oktober 1892 in Hamar), Tochter des Pfarrers Frederik Engelhart Bojsen (1808–1882) und der Eline Birgitte Heramb (1813–1871). Diese „aufregende, arbeitsreiche und sich gegenseitig unterstützende Ehe“ dauerte fast 30 Jahre und brachte zehn Nachkommen hervor, von denen nur einer bereits als Kind verstarb. Die Kinder hießen Frederik Bojsen (* 1864), Alf (* 1865), Karen Cathrine (* 1867), Kathrine (* 1868), Eli Birgit (* 1870), Peter Martin (* 1872), Ida (* 1876), Nils Botvind (* 1878) und Agnes Eva (* 1883).
Karen Cathrine heiratete den Richter und Politiker Johan Castberg und wurde Mutter des Verfassungsjuristen Frede Castberg. Ida heiratete Johan Castbergs Bruder, den Konzertmeister Torgrim Castberg und wurde Mutter der Publizistin Katti Wankel und des Malers Johan Christian Castberg. Kathrine heiratete ihren Cousin, den Gutsbesitzer Kai Møller und wurde unter dem Namen Katti Anker Møller selbst eine bekannte Frauenrechtlerin. Eli Birgit war nur für kurze Zeit verheiratet und wurde als Ella Anker als Journalistin prominent. Auch Nils Botvind hatte mit dem Bibliothekar Øyvind Anker und der Künstlerin Synnøve Anker Aurdal prominente Kinder.

### Volkshochschule Sagatun

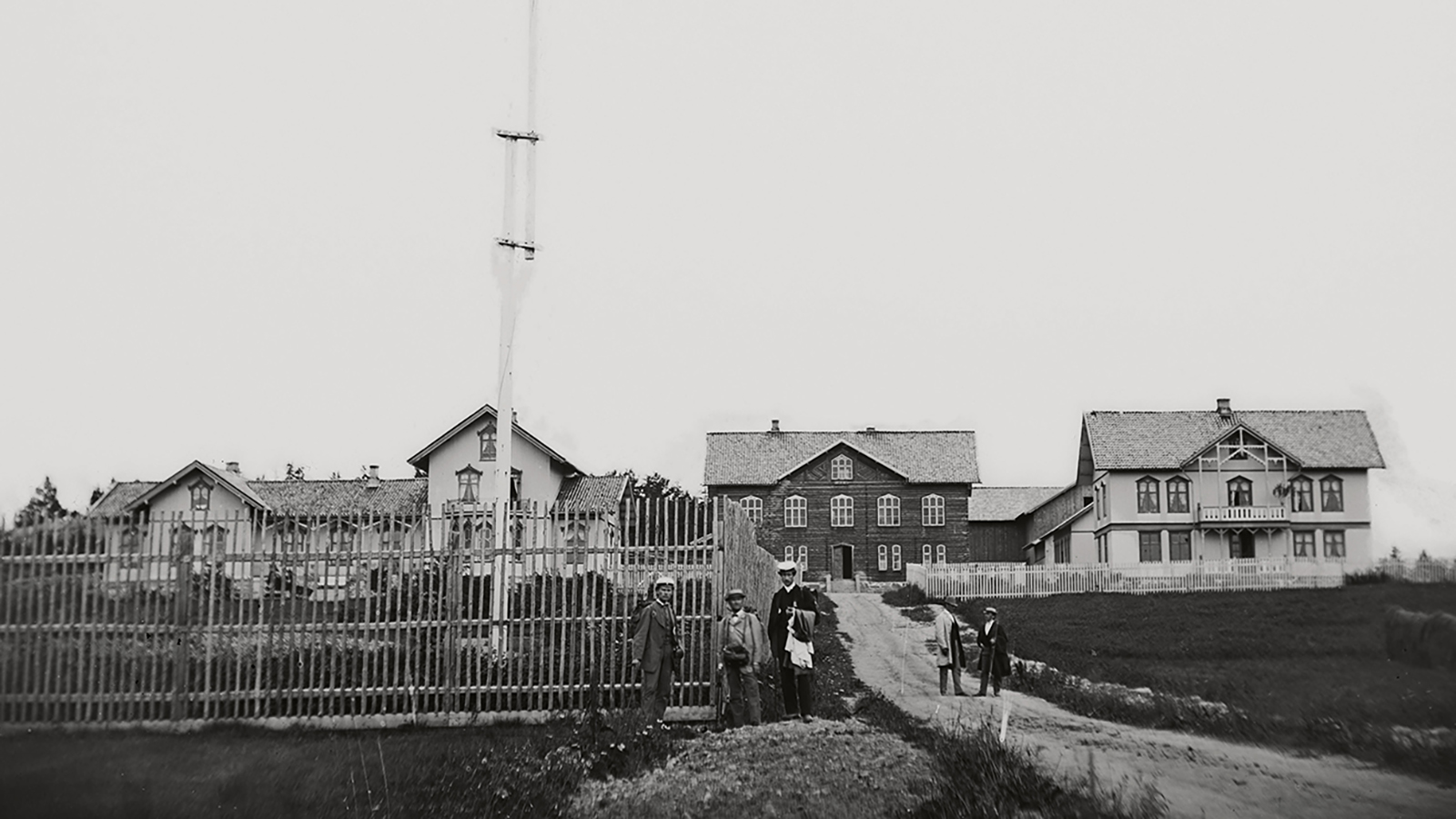
Volkshochschule Sagatun, um 1867

Ebenfalls 1863 war Peter Martin Anker gestorben und damit Herman der Erbe eines „beträchtlichen Vermögens“ geworden. Mit diesem konnte er die pädagogischen Ideen Ole Vigs und Grundtvigs verwirklichen und eine Schule neuen Typs ins Leben rufen, die auf der Grundlage toleranter religiöser Überzeugungen der einfachen Landbevölkerung praktische Kenntnisse vermitteln sollte. Die mangelhafte Bildung der Bauern hatte sich als Hemmschuh für die Entwicklung der norwegischen Gesellschaft erwiesen, und die Folkehøyskole – ein Projekt der intellektuellen Elite – sollte dieses Hindernis überwinden.
Die Idee der Volkshochschule stieß auf verschiedenartig begründeten Widerstand. Traditionelle Theologen lehnten Grundtvigs Christentum als zu liberal und zu wenig bibelkonform ab. Politische Konservative befürchteten Unruhen durch zu gebildete Bauern. Grundbesitzer bangten um ihre Arbeitskräfte, sobald die „jungen Leute zu gut zum Mistfahren“ wären. Patrioten betrachteten den dänischen Ursprung der Idee und den mit ihr verbundenen Skandinavismus als Bedrohung der norwegischen Nation. Andererseits hatte die Volkshochschule von Anfang an auch einflussreiche Unterstützer, darunter Bjørnstjerne Bjørnson, Aasmund Olavsson Vinje und Christopher Bruun.
Am 1. Oktober 1864 begann in Hamar der erste achtmonatige Kurs mit 80 männlichen Schülern an Norwegens erster Volkshochschule. Während Anker allein für die Verwaltung und Finanzierung der Schule verantwortlich war, teilte er sich die pädagogischen Aufgaben mit Arvesen. Mix Anker kümmerte sich als Hausmutter um das Wohlbefinden der Schüler. Im ersten Jahr fand der Unterricht noch in gemieteten Räumen statt, doch schon im Oktober 1865 wurde ein neues Schulgebäude eröffnet sowie in Folge ein Wohnhaus für die Familie Anker errichtet.

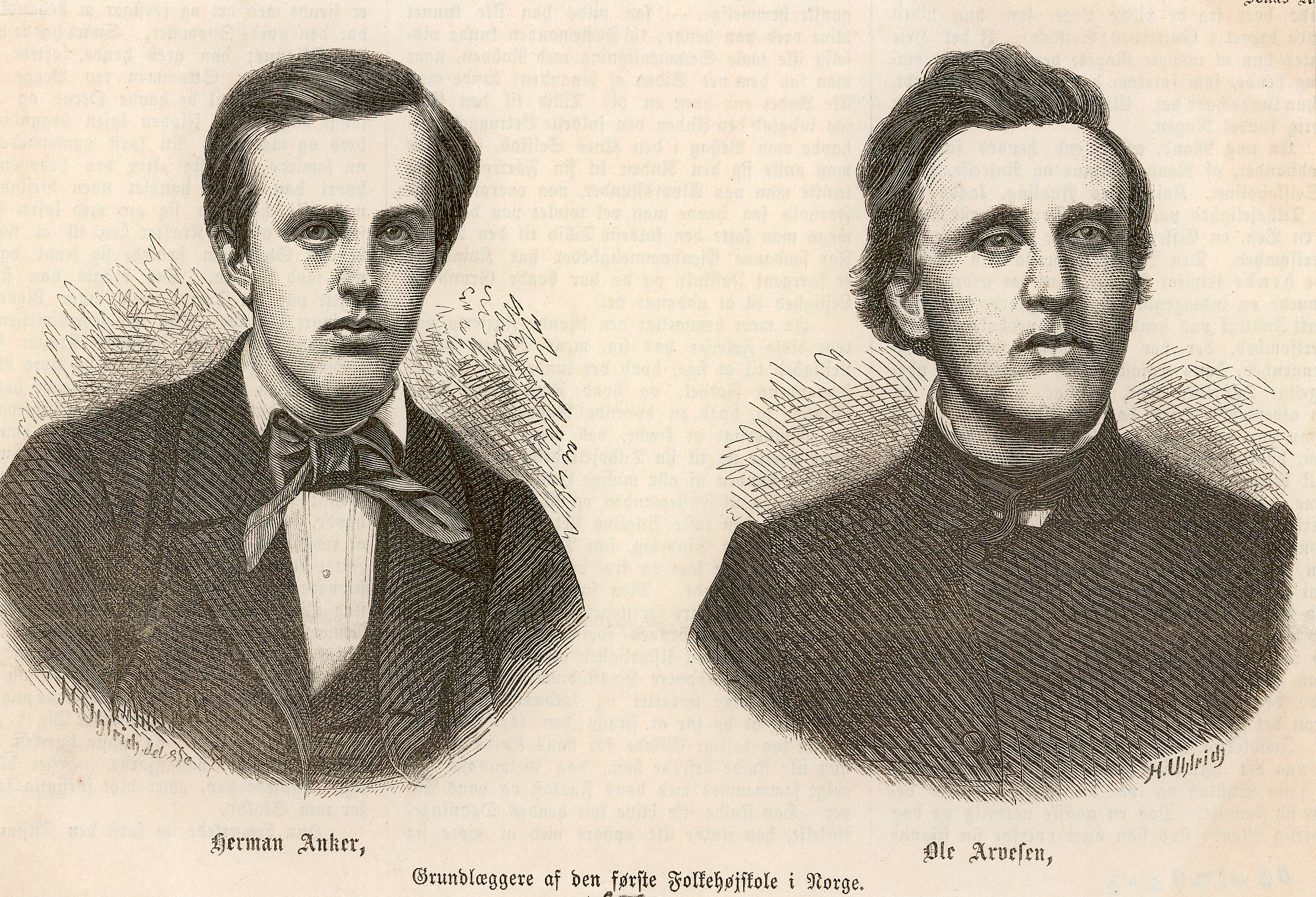
Herman Anker und Olaus Arvesen. Xylografie, 1869

Die außerhalb des Orts errichtete Folkehøyskole wurde von Herman Anker Sagatun getauft, sie ist heute denkmalgeschützt und liegt am Sagatunwegen 47c. Während mit Saga die literarische Gattung altnordischer Literatur gemeint ist, bedeutet norwegisch tun auf Deutsch (Bauern)Hof. Sagatun ist also der Hof der Geschichte, „denn die Geschichte des Vaterlandes und des Menschengeschlechts sollte die Hauptaufgabe sein“ – so Herman Ankers Überzeugung.
1873 wurde erstmals ein Kurs für Mädchen abgehalten, und zwar während dreier Sommermonate. Zum zehnjährigen Bestehen der Schule 1874 zählte diese 700 Vollzeitschüler, die das in Sagatun Erfahrene in ihre Heimatdörfer verpflanzten und dort Jugendvereine gründeten.
Das idealistische Projekt Sagatun scheiterte an finanziellen Problemen. Nach zehn Jahren war das Erbe erschöpft, und Herman Anker musste – auch um seine große Familie zu unterhalten – sich gewerblichen und forstwirtschaftlichen Tätigkeiten widmen (die nicht sehr erfolgreich waren). 1873 übergab er die Leitung der Schule an Arvesen und hielt ab nun nur mehr geringfügigen Unterricht. 1878–1880 war das Schulgebäude an die Staatliche Taubstummenschule (Statens døvstummeskole) vermietet. Danach führte Arvesen Sagatun bis zur Schließung 1892.

### Ein soziales Zentrum
Persönlichkeiten in Sagatun

Link zum Bild

„In den 1870er und 1880er Jahren war Sagatun das Zentrum des norwegischen Grundtvigianismus und gleichzeitig geprägt vom geistigen Kampf der Zeit und den Auseinandersetzungen zwischen Rationalismus und orthodoxem Christentum.“ „Und obwohl Anker ein Mann der Freiheit war, war es eine Selbstverständlichkeit, dass, wenn Fremde nach Sagatun kamen, […] die Flaggen der drei skandinavischen Länder brüderlich an einem Mast auf Sagatuns Hof wehten und er alle willkommen hieß.“
In der Schweizer Villa der Familie Anker verkehrte die Kunst- und Kulturelite Norwegens, neben Bjørnstjerne Bjørnson z. B. Edvard Munch, Edvard Grieg und Hulda Garborg. Auch Politiker der eben erst entstehenden liberalen Bewegung (venstrebevegelsen) wie Johan Castberg und Viggo Ullmann waren oft zu Gast.
Die Ankervillaen (heute Sagatunwegen 48) wurde 1865–1867 nach einem Entwurf von Emil Victor Langlet errichtet, der auch das Stortingsgebäude entworfen hatte. Die Villa wurde 1984 unter Denkmalschutz gestellt und in den 2020er Jahren umfassend restauriert.

### Wirtschaftliche Tätigkeiten

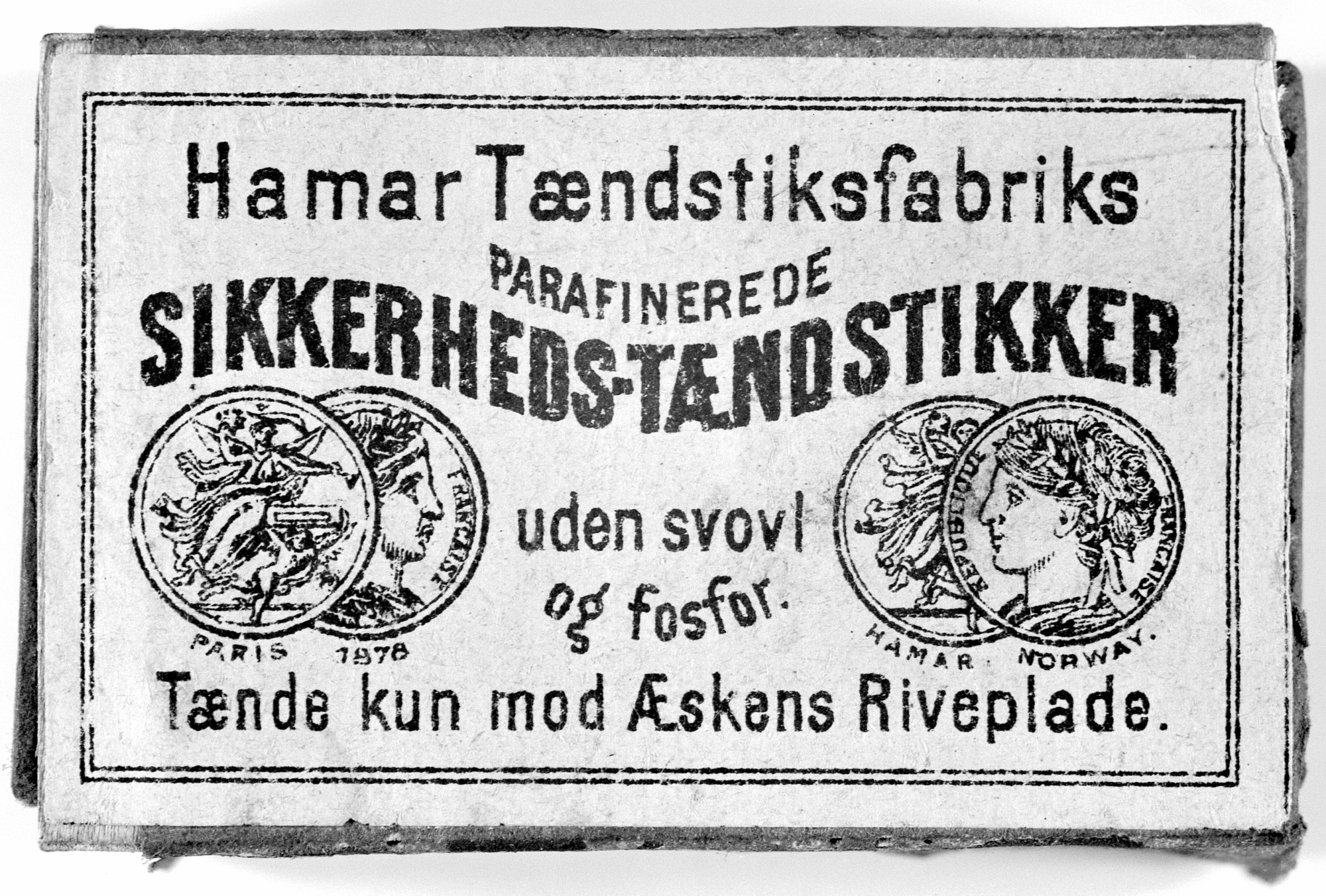
Sicherheitsstreichhölzer der Hamar Tændstiksfabrik, circa 1880

Ab 1872 investierte Herman Anker in örtliche Unternehmen, u. a. in die Mühle Vendkvern in Vang. Ab 1875 war er an der Forstwirtschaft in Løten beteiligt. Anlässlich der Volkszählung 1875 bezeichnete er als seinen Beruf „Miteigentümer von Fredrikshalds Sagbrugsforening, Schuldirektor, Mühlenbesitzer und Landwirt“. Es gehörte ihm also auch ein Sägewerk. „Nur wenige dieser Unternehmungen waren finanziell erfolgreich.“
Bekannt wurde er jedoch durch seine 1873 in Vendkvern gegründete Streichholzfabrik, die als erste in Norwegen schwefel- und phosphorfreie Sicherheitsstreichhölzer herstellte. Anker wollte das Monopol der schwedischen Streichholzfabriken auf dem nordischen Markt brechen und Beschäftigung für die ländliche Bevölkerung schaffen. Dies inspirierte Freund Bjørnson zu dem Gedicht Hamar fyrstikker (1877), in dem er die Motive des Feuers, des Golds und der von Herman Anker ausgehenden Inspiration in euphorischen Worten verknüpfte:
Glans av den ild, som tændte

dåden av ånd og tro.

Vid det: de øjne sendte

lys over bondens bo.

Ti det var Herman Anker,

tog av sit fædreguld,

strødde det ut som tanker

over vor hjærtemuld.

Strødde det ud, som haven,

strør under vårens sang:

blomstre det gjør at gaven

over alt Norges Fang.
Der Glanz des Feuers, das entzündet

des Geistes Taufe und des Glaubens.

So wisse: diese Augen sandten

Licht über den Hof des Bauern.

Denn es war Herman Anker,

der seinem Vater das Gold abnahm,

verstreute es wie Gedanken

über den Boden unserer Herzen.

Verstreute es wie der Wind,

verstreute es unter Frühlingsliedern:

erblühen lässt das Geschenk

ganz Norwegens Raum.
Um 1876 zog die Fabrik in die Nähe von Hamar um, in das heute noch Ankerløkka genannte Viertel. Nach dem die Schachtel eine Zeit lang verzierenden Bild wurden die Streichhölzer Hamar-Leuchttürme genannt. Auch mit der Streichholzfabrik hatte Anker auf Dauer keinen Erfolg, sie wurde im Sommer 1885 geschlossen.

### Postmeister

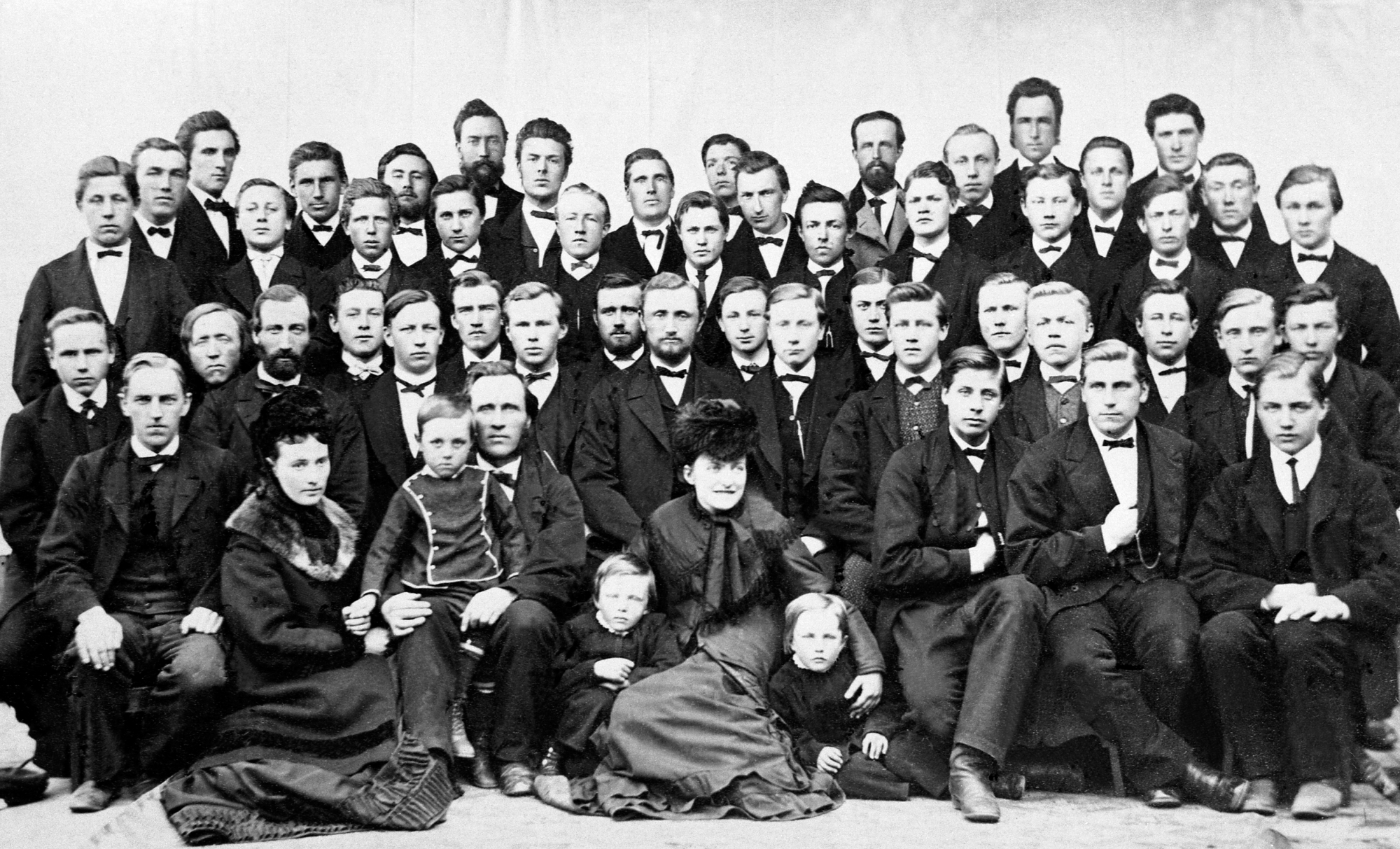
Hamar, Sagatun Folkehøyskole, Schüler und Lehrer mit Familie. Circa 1870

1885 erhielt Herman Anker eine öffentliche Stelle als Postmeister in Hamar. Damit waren seine dringlichen Geldprobleme gelöst. (Noch 1891 waren die vier jüngsten Kinder unversorgt und wohnten in seinem Haus.) Die Stelle war aber kein Ersatz für sein Lebenswerk. Hulda Garborg erinnerte sich „gut an ihn als Postmeister in Hamar in einem tristen Bauernhaus im Norden der Stadt. Offenbar war es damals kein besonders schöner Ort. […] Aber als er Sagatun verließ, war er ein müder Mann.“S. 109 f.
Die Postmeisterstelle war eine der größten Norwegens und umfasste (1890) 66 untergeordnete Abgabestellen. (Zum Vergleich: Kristiania hatte 68 Stellen, Trondheim 86, Stavanger 54.) Das Postmeistergehalt betrug jährlich 6.600 Kronen plus eine eventuelle Prämie von 400 Kronen. Dies rief Neider auf den Plan, die sich sogar in einer norddeutschen Zeitung bemerkbar machten. Ein Korrespondent berichtete am 8. November 1885 über eine „höchst merkwürdige, unsere Zustände übel kennzeichnende Beförderung […] zum Postmeister an einer der wichtigsten Stellen unseres inländischen Postnetzes […] mit Uebergehung einer ganzen Reihe Postbediensteter, welche um die Stelle angesucht hatten, während Herr Anker niemals etwas mit dem Postwesen zu thun gehabt hat.“

### Gesellschaftliches Engagement
Herman Anker bekleidete auch eine Reihe lokaler, meist unbezahlter Vertrauensstellungen. Er war Mitglied des Gemeinderats von Hamar und Vormund (Overformynder) im Vormundschaftsamt Vang. Mehrere Jahre lang stand er Hedemarkens Fogderis Landbrugsforening (Hedmarks Landwirtschaftsverein) vor. Er gründete die Hamar kunstforening (Hamarer Kunstverein) und unterstützte die Einrichtung einer Hausfrauenschule, „da es für die Landwirtschaft ebenso nützlich ist, dass die Hausfrau eine Ausbildung für ihre Arbeit erhält wie der Sohn des Bauern“.
1887–1890 war Herman Anker – gemeinsam mit Wollert Konow (H) und Viggo Ullmann – Herausgeber und Redakteur der ersten vier Jahrgänge der Zeitschrift Vor Tid. Tidsskrift for kristendom og samfundsspørsmaal, die sich mit christlichen und sozialen Fragen beschäftigte. Wie seine Mitherausgeber, war Herman Anker ein Anhänger der liberalen Venstre-Partei, wurde aber nie hauptamtlicher Politiker. 1885 wurde er zwar in das Storting gewählt, für die Sitzungsperiode 1886–1888 und für Hedemarkens Amt. Er war allerdings nur Vararepresentant, also Ersatzmitglied.
Herman Anker stand Jakob Sverdrup nah, dem Neffen von und Minister unter Johan Sverdrup, der 1871 ebenfalls eine Volkshochschule gegründet hatte. Sverdrup, Gründungsmitglied der Venstre, wechselte bei der Parteispaltung 1888 zum konservativen Flügel Moderate Venstre und bewog auch Anker zu diesem Schritt. Dies wurde ihm von etlichen alten Freunden übelgenommen, auch wenn „es seine Armut war, die ihn aus dem Lager der reinen Linken in den Sumpf des Moderatismus trieb“, wie nach seinem Tod angemerkt wurde. Derselbe Nachruf beziffert Herman Ankers Ausgaben für Errichtung und Betrieb von Sagatun mit 200.000 Kronen, „eine Summe, die sich um ein Vielfaches ausgezahlt hat, wenn auch nicht in Münzen, am wenigsten für Anker selbst.“

### Abschied

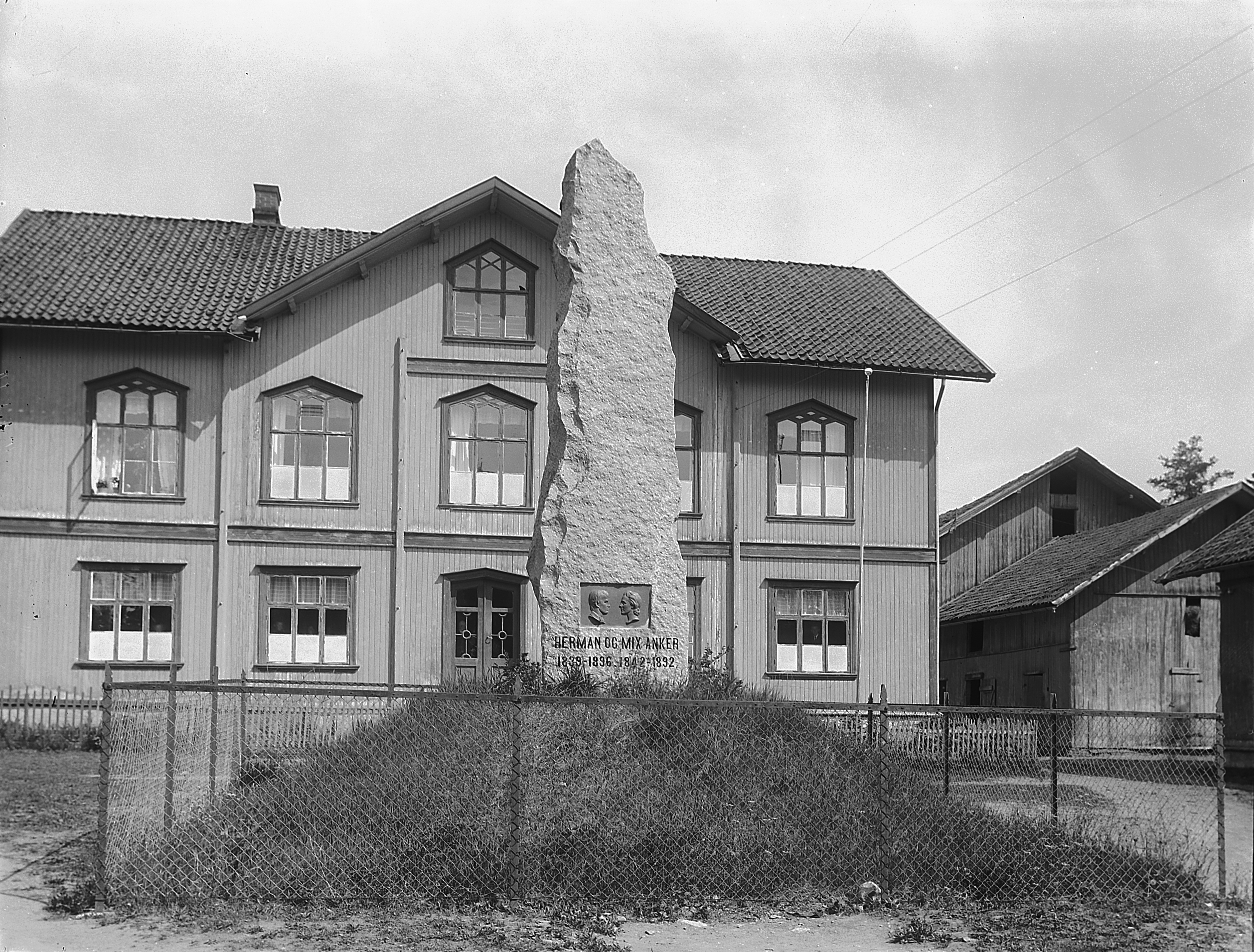
Hamar, Sagatun Folkehøyskole, 1928, mit dem 1901 errichteten Denkmal

1892 war Hermans geliebte Mix gestorben und drei Jahre später erkrankte er selbst schwer. Eine Zeit lang verlor er sein Augenlicht und lag im Krankenhaus. Schließlich zog er zu seiner Schwester Dikka und zu Katti und Kai Møller auf das Gut Thorsø in Torsnes, Fredrikstad. Hier starb er am 9. Februar 1896 und wurde am 16. Februar in der Kirche von Hamar bestattet.
Am 15. September 1901 wurde vor der Schule in Sagatun ein steinernes Denkmal enthüllt, das gleichermaßen Mix und Herman Anker gewidmet ist. Bjørnstjerne Bjørnson hielt die berührende Gedenkrede.

## Würdigung
In den Nachrufen auf Herman Anker wurde er als „ideenreicher Träumer“ und „Ästhet mit großer Phantasie“ gewürdigt, der seine Ideale weitgehend verwirklichen konnte, auch weil er den Mut hatte, die Wahrheit zu sagen. Seine Bescheidenheit ließ ihn hinter seine Mitstreiter und das gemeinsame Werk treten und als er 1877 Sagatun vorübergehend aufgeben musste, kommentierte er dies so: „Die Sache der Volkshochschule ist nicht tot, es kommt auf die Zukunft an; es gehört immer viel dazu, dass eine Volkshochschule überlebt, die sowohl mit den Vorurteilen der Intelligenz als auch mit der Dummheit der Bauern zu kämpfen hat. […] Mit mir ist nicht viel verloren; aber lassen Sie Leute wie Arvesen, Chr. Bruun, Janson, F. K. Bruun, Frits Hansen, Ullmann, Foosnæs, Bentsen und andere, die so viel für die Volkshochschule getan haben, auch müde werden, dann wird man sehen, was der Bauer verloren hat.“ (zitiert nach )
„Diese immer wieder umstrittenen Schulen wurden zu den Hochburgen der Romantik und der Demokratie in Norwegen. Und mit den Schülern, die sie verließen, kamen die neuen Ideen mit ihrem ‚fröhlichen Christentum‘ wie aufs Stichwort herein und löschten den schwermütigen Pietismus aus. […] Der kindliche Glaube und Enthusiasmus dieser Grundtvig-Apostel war tief und real. […] Es wäre nicht gut für ein Volk, wenn es solche Menschen nicht gäbe. Es ist diese freiwillige Arbeit, die zu den tragenden Kräften einer Nation gehört, das Salz der Gesellschaft.“S. 108 f.

## Werke
- Tale ved Aabningen af Folkehøjskolen paa Hamar. (Rede anlässlich der Eröffnung der Volkshochschule in Hamar.) in Kristeligt Folkeblad., Nr. 46, 1864.
- Svar til Seminarlærer Saxe (ang. Højesteretsdommen over Sognepræst Gunnerus). (Antwort an Seminarlehrer Saxe bezüglich des Urteils des Obersten Gerichtshofs über Pfarrer Gunnerus.) in: Hamars Stiftstidende., Nr. 18 und 19, 1872.
- Den nordiske Gudelære. (Die nordische Gotteslehre.) (Sonderdruck von Artikel aus dem Højskolebladet.)(ohne Verlag), Kolding 1890 (Digitale Version).
- (Als Übersetzer von:) Elard Hugo Meyer: Skabelseslæren i Eddaerne. (Die Schöpfungslehre in den Eddas.) Hamar 1891 (Digitale Version).
- Sange. (Lieder.) S & Jul Sørensen Bogtr., Kristiania 1895 (Digitale Version).

## Literatur

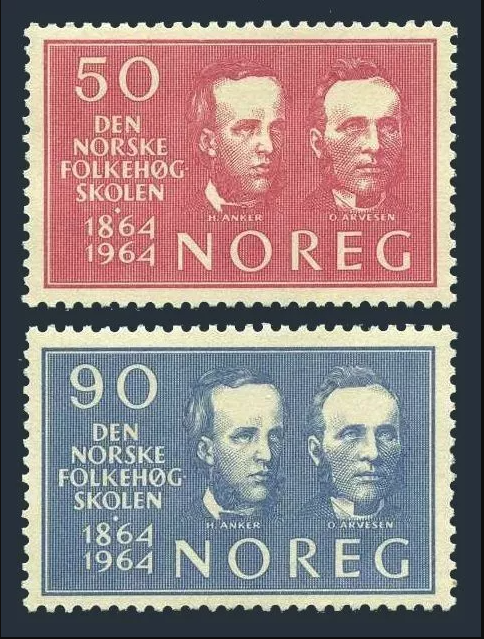
Herman Anker und Olaus Arvesen. Norwegische Briefmarken 1964, Norgeskatalogen Nr. 558 und 559